# مصباح بخار الصوديوم

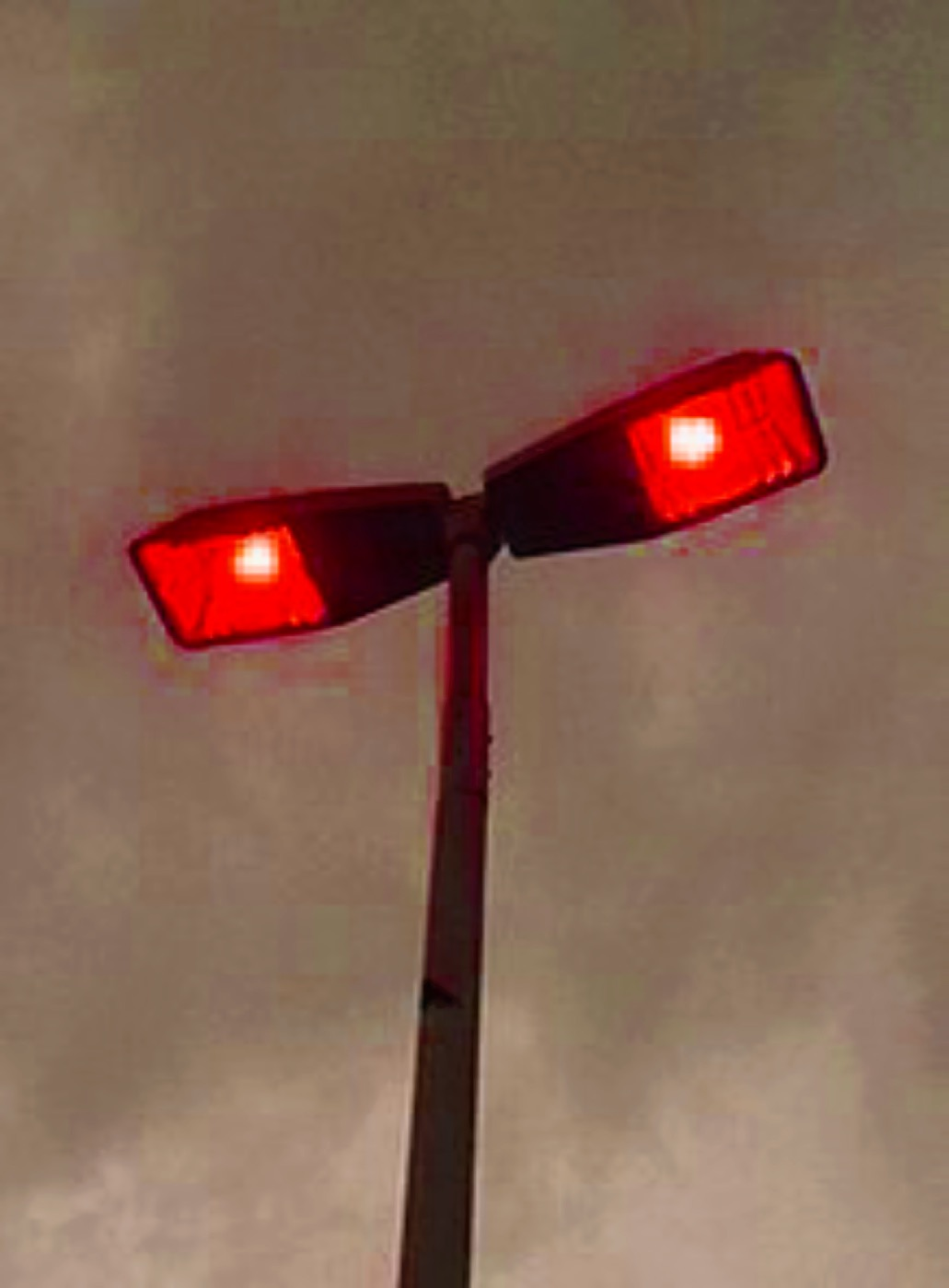
مصابيح إنارة للشوارع من بخار الصوديوم، والتي تتميّز بلونها الأحمر.

مصباح بخار الصوديوم هو مصباح تفريغ يستخدم بخار الصوديوم في حالته المثارة لإصدار ضوء يتميز بألوانه الأخضر، الأصفر، البرتقالي و الأحمر لحدوث امتصاص عند 589 نانومتر.
هناك نوعان من مصابيح بخار الصوديوم حسب الضغط وهما المصابيح منخفضة الضغط والمصابيح مرتفعة الضغط. تعد مصابيح بخار الصوديوم منخفضة الضغط من المصادر الضوئية الكهربائية عالية الكفاءة، إلا أن لونها الأصفر الطاغي يقلل من تطبيقاتها الداخلية ويحدها في تطبيقات خارجية مثل إنارة الشوارع. أما مصابيح بخار الصوديوم مرتفعة الضغط فهي تصدر طيفاً أوسع من طيف نظيرتها منخفضة الضغط، إلا أن القيمة المنخفضة لأداء المصباح حسب مقياس التجسيد اللوني تحد من استخدامه بالمقارنة مع المصابيح الأخرى.

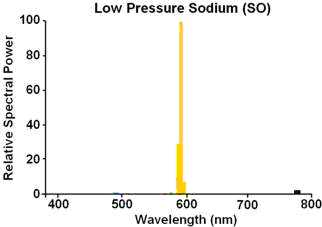
طيف مصباح بخار الصوديوم منخفض الضغط؛ وتعود الحزمة الصفراء الشديدة إلى انبعاث الخط الطيفي D للصوديوم الذري، والذي يشكل حوالي 90% من انبعاث الضوء المرئي لهذا النوع من المصابيح.

## اقرأ أيضاً
- مصباح بخار الزئبق